# Rádio Otava
Rádio Otava je jihočeská regionální rozhlasová stanice vysílající od roku 2015. Veškerý obsah vysílání je zaměřen na Prácheňsko, což potvrzuje slogan "Rádio Prácheňského kraje".
Hudební zaměření rádia se soustředí na střední generaci od 25 do 50 let. Hraje hudbu od 60. let 20. století až po současnost. Hudební archiv tvoří z větší části česká a slovenská hudba. Do vysílání bývají zařazovány regionální kapely.

## Historie
Myšlenka na vznik projektu rádia vznikla před několika lety. Intenzivní přípravy projektu se rozjely naplno v dubnu 2015. Při hledání názvu rádia se nakonec zvolil název Rádio Blatná, které symbolizuje město, odkud se vysílá. V létě roku 2015 se začalo se stavbou studia, které vzniklo v prostoru staré roubené chaloupky v centru města Blatná. V září 2015 bylo spuštěno vysílání tzv. "do zdi", kdy se testovalo vysílání. V říjnu 2015 bylo spuštěno zkušební vysílání na internetu. V prosinci 2015 byly zařazeny první pořady a stali se také partnerem pořadu Slávka Boury. V květnu 2016 byla zpracována odborná analýza pro vysílač v Blatné. 6. června 2017 na 10. zasedání RRTV byla udělena licence k provozování rozhlasového vysílání. V dubnu 2021 byly zahájeny kroky k přejmenování na Rádio Otava, které 18. května 2021 oficiálně odsouhlasila Rada pro rozhlasové a televizní vysílání. 11. března 2022 bylo spuštěno testovací vysílání pro Horažďovice a 18. března 2022 pro Strakonice.

## Vysílače
Rádio Otava je šířeno z následujících FM vysílačů:
| Vysílač     | Kmitočet  | Výkon (ERP) | Polarizace |
| ----------- | --------- | ----------- | ---------- |
| Strakonice  | 88,3 MHz  | 0,05 kW     | vertikální |
| Blatná      | 89,7 MHz  | 0,1 kW      | vertikální |
| Horažďovice | 92,2 MHz  | 0,05 kW     | vertikální |
| Písek       | 92,2 MHz  | 0,1 kW      | vertikální |
| Příbram     | 97,3 MHz  | 0,05 kW     | vertikální |
| Sušice      | 106,2 MHz | 0,05 kW     | vertikální |